# Violetta: Noi siamo V-Lovers
Violetta: Noi siamo V-Lovers è un album tratto dalla telenovela argentina Violetta, pubblicato per il solo pubblico italiano il 26 novembre 2013. Contiene tre CD, rispettivamente con ventuno, quindici e diciannove tracce.

## Tracce
Disco 1
1. Martina Stoessel – En mi mundo – 3:32
2. Rodrigo Velilla, Lodovica Comello, Candelaria Molfese e Facundo Gambandé – Algo sueña en mi – 2:14
3. Jorge Blanco, Rodrigo Velilla, Mercedes Lambre e Nicolás Garnier – Destinada a brillar – 1:44
4. Martina Stoessel – Te creo – 3:59
5. Jorge Blanco – Voy por ti – 2:26
6. Jorge Blanco, Rodrigo Velilla, Lodovica Comello, Candelaria Molfese, Facundo Gambandé, Mercedes Lambre e Nicolás Garnier – Juntos somos más – 2:57
7. Pablo Espinosa – Entre tú y yo – 3:24
8. Jorge Blanco, Samuel Nascimento, Rodrigo Velilla, Nicolás Garnier e Facundo Gambandé – Are You Ready For The Ride? – 2:53
9. Jorge Blanco, Rodrigo Velilla e Nicolás Garnier – Dile que si – 3:01
10. Martina Stoessel e Lodovica Comello – Junto a ti – 2:42
11. Martina Stoessel e Pablo Espinosa – Tienes todo – 3:49
12. Martina Stoessel, Lodovica Comello e Candelaria Molfese – Veo veo – 2:32
13. Martina Stoessel – Habla si puedes – 3:33
14. Cast – Ven y canta – 2:49
15. Martina Stoessel – Nel mio mondo – 3:32
16. Lodovica Comello – Ti credo – 4:02
17. En mi mundo (strumentale) – 3:32
18. Destinada a brillar (strumentale) – 1:44
19. Te creo (strumentale) – 3:59
20. Entre tú y yo (strumentale) – 3:24
21. Dile que sí (strumentale) – 3:01

Disco 2
1. Cast – Ser mejor – 3:28
2. Martina Stoessel e College 11 – En mi mundo (versione bilingue) – 3:34
3. Jorge Blanco, Samuel Nascimento, Rodrigo Velilla, Facundo Gambandé e Nicolás Garnier – Tu foto de verano – 2:50
4. Martina Stoessel e Rock Bones – Mi perdición – 3:23
5. Pablo Espinosa – Te esperaré – 3:05
6. Pablo Espinosa – Verte de lejos – 2:51
7. Jorge Blanco, Samuel Nascimento, Rodrigo Velilla, Facundo Gambandé e Nicolás Garnier – Cuando me voy – 2:57
8. Mercedes Lambre e Facundo Gambandé – Ahì estaré – 3:16
9. Jorge Blanco e Martina Stoessel – Podemos – 3:22
10. Cast – Tienes el talento – 2:11
11. Ser mejor (strumentale) – 3:28
12. Mi perdición (strumentale) – 3:23
13. Te esperaré (strumentale) – 3:05
14. Cuando me voy (strumentale) – 2:57
15. Podemos (strumentale) – 3:22

Disco 3
1. Cast – Hoy somos más – 2:55
2. Jorge Blanco – Entre dos mundos – 2:54
3. Diego Domínguez – Yo soy así – 3:35
4. Mercedes Lambre e Alba Rico – Peligrosamente bellas – 3:11
5. Cast – Euforia – 2:46
6. Martina Stoessel, Lodovica Comello e Candelaria Molfese – Código amistad – 3:03
7. Martina Stoessel – Cómo quieres – 2:32
8. Martina Stoessel, Lodovica Comello, Candelaria Molfese, Mercedes Lambre e Alba Rico – Alcancemos las estrellas – 3:24
9. Jorge Blanco e Martina Stoessel – Nuestro camino – 3:31
10. Cast – On Beat – 3:09
11. Cast – Algo se enciende – 4:21
12. Ruggero Pasquarelli – Luz, cámara, acción – 2:29
13. Martina Stoessel e Mercedes Lambre – Si es por amor – 3:08
14. Martina Stoessel – Il mio miglior momento – 3:58
15. Hoy somos más (strumentale) – 2:53
16. Yo soy así (strumentale) – 3:33
17. Cómo quieres (strumentale) – 2:31
18. Alcancemos las estrellas (strumentale) – 3:23
19. Luz, cámara, acción (strumentale) – 2:29